# Jelcz
Jelcz — польський виробник вантажних автомобілів, автобусів, а також тролейбусів з міста Єльч-Лясковіце. Останній автобус під маркою Jelcz був випущений в кінці жовтня 2008 року. Більшість вироблених автобусів призначалося для покриття потреб Польщі, в незначних кількостях вони потрапляли і в інші країни колишнього соцтабору.

## Історія
Розквіт виробництва автобусів припав на період з 70-х до кінця 90-х років XX століття, коли на конвеєр були поставлені автобуси за ліцензією фірми Berliet, на багато років визначили виробничу лінійку фірми.
Поряд з виробництвом масових моделей, підприємство в різні роки розробило і побудувало кілька унікальних експериментальних автобусів: міжміський тривісний (з двома передніми керованими осями) Jelcz 042 «Odra» (1965 рік), просторий міський автобус з великою площею скління Jelcz 039, виготовлений спільно з чеським підприємством Skoda і став прототипом автобуса Karosa 700-серії (1969 рік) та інші.
У другій половині 1990-х років, з переходом до модульної системи виготовлення автобусів, різко розширився асортимент виробленої продукції, однак збільшилася і конкуренція серед виробників автобусів. Посилили свою роль на ринку автобусів польські філії автобусних виробників Volvo і Scania, з'явилися виробники Solaris і Solbus (філія чеського виробника SOR), в свою чергу це призвело до того, що традиційні виробники автобусів Jelcz і Autosan, обтяжені виробничою базою і технологіями 1970-1980-х років, змушені були поступово згорнути виготовлення техніки і піти з ринку.
В останні роки компанія виробляла широкий спектр міських, міжміських, туристичних автобусів різних класів: від малого до особливо великого. В основному використовуються двигуни Iveco, MAN, Mercedes.

## Моделі
Моделі:
- Jelcz 120M
- Jelcz M081
- Jelcz M181
- Jelcz M081MB Vero
- Jelcz M125M Vecto
- Jelcz M125M/4 CNG Vecto
- Jelcz M101I Salus
- Jelcz M120M/I Supero
- Jelcz M120M/4 Supero CNG
- Jelcz M121I/MB Mastero
- Jelcz M181MB Tantus
- Jelcz T081MB Vero
- Jelcz T120
- Jelcz 043
- Jelcz P662
- Jelcz 800

## Зображення

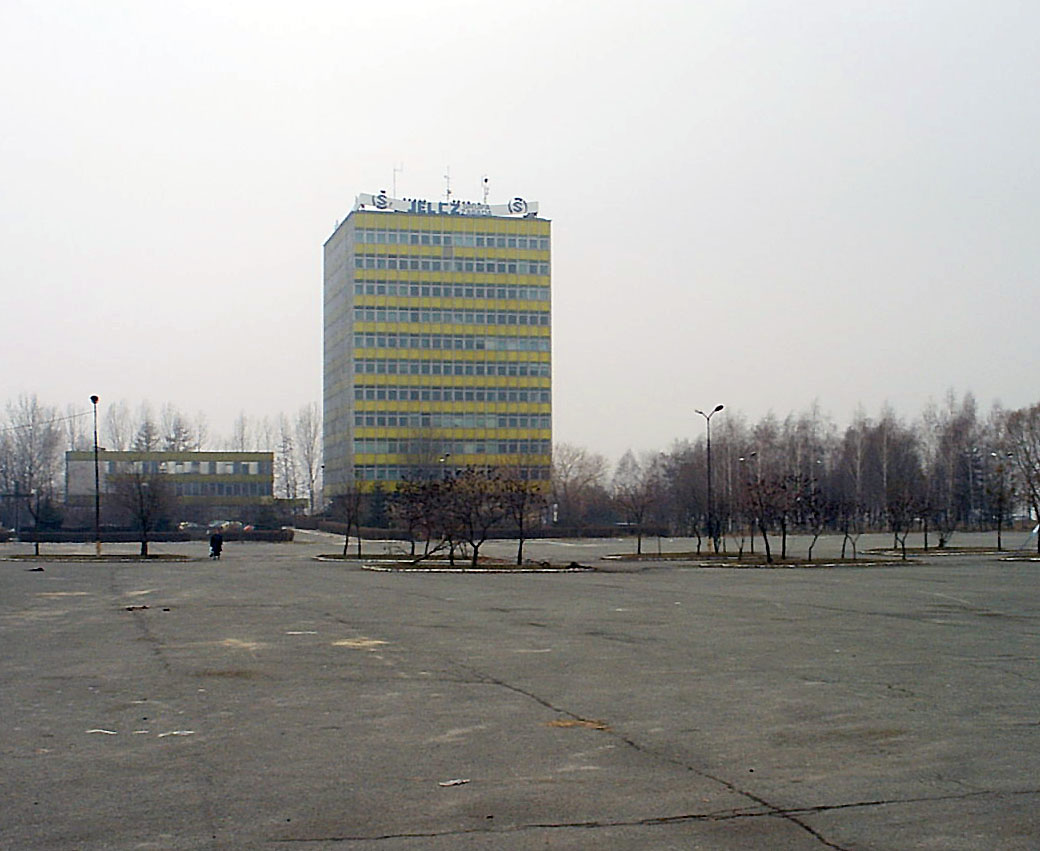
Завод Jelcz
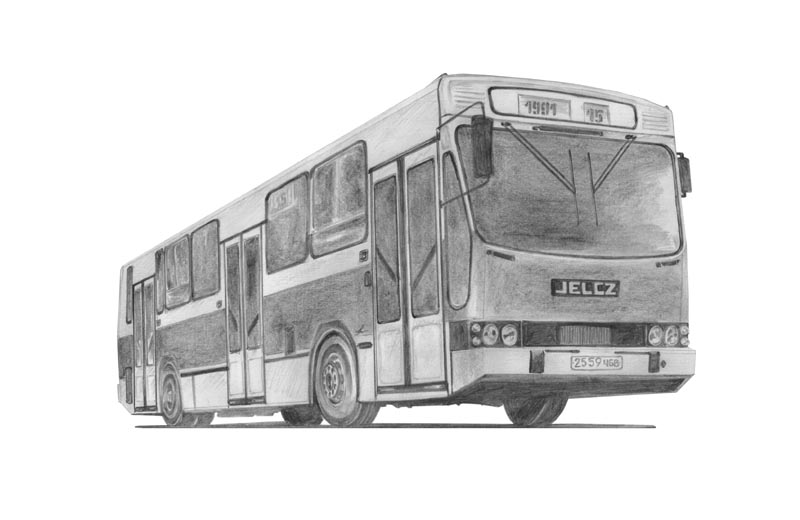
Малюнок автобуса моделі Jelcz 120M, придбаного у 1992—1995 роках у кількості 30 шт. для роботи в Челябінській області
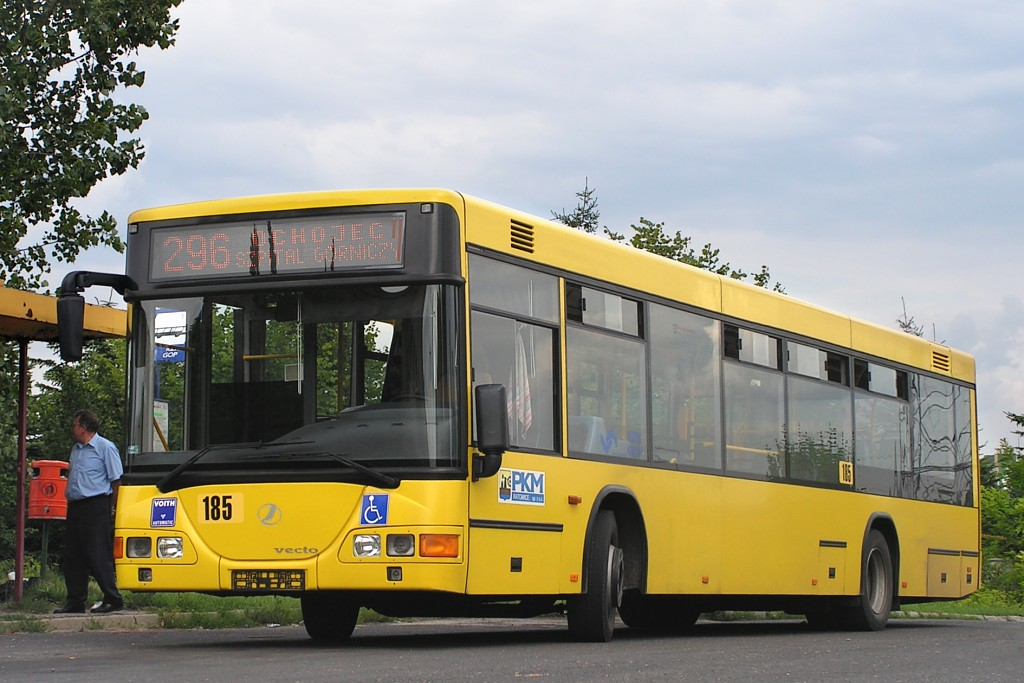
Низькопідлоговий міський автобус Jelcz Vecto
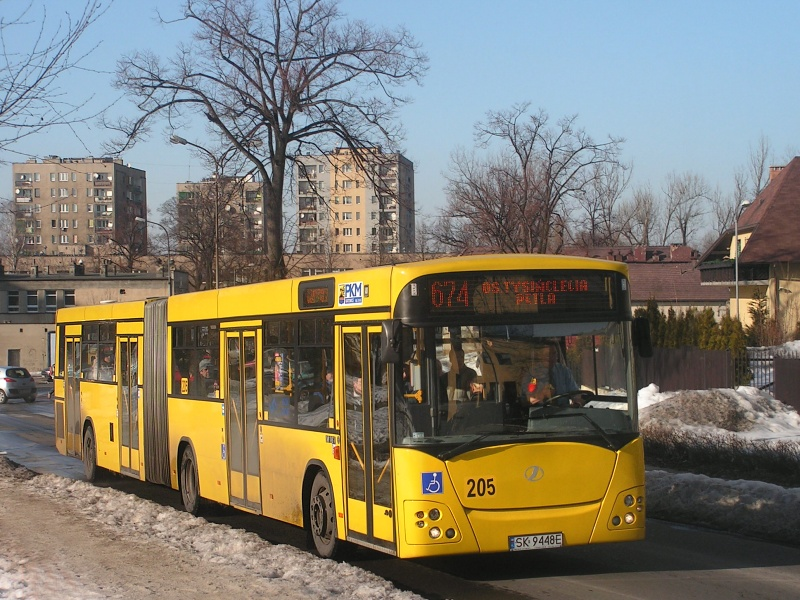
Зчленований Jelcz M 181